# 異世驚情夢
《異世驚情夢》（英語：Reincarnated Love）是香港亞洲電視製作的劇集。於2004年10月首播，全劇共15集。
本劇透過古代和現代兩個不同的愛情故事並排進行，時空交錯，但卻以同一演員分飾現代與古代不同的角色。利用這兩個古今愛情故事的對比，通過不同的處理手法有不同的結局，然而兩個故事卻能互相影響，古代人影響了現代角色的決定，而現代人的思想同樣影響了古代人的抉擇，達至現代與古代人互動影響的有趣畫面。
| 飾                      | 古代   | 現代   |
| ----------------------- | ------ | ------ |
| 陳錦鴻                  | 李商隱 | 程忠漢 |
| 彭子晴                  | 王采芙 | 阮天藍 |
| 王渝文 （配音：程文意） | 王采菊 | 翁哲慧 |
| 袁文傑                  | 溫庭筠 | 葉世華 |
| 吳廷燁                  | 韓 瞻  | 程忠信 |
| 王 薇                   | 錦 瑟  | 周詠儀 |
| 白 彪                   | 王茂元 | 田啟東 |
| 黃麗梅                  | 王采荷 | 羅彩雲 |
| 黃韻材                  | 令狐綯 | 楊鼎勳 |
| 韓浚宇                  | 硯 田  | 汪家霖 |
| 駱 樂                   | 小 杏  | 程芷琪 |
| 嘉 俊                   | 段成式 | 不適用 |
| 鮑起靜                  | 不適用 | 梅小蘭 |
| 陳靖允                  | 不適用 | 丁美珊 |
| 黃子雄                  | 不適用 | 蕭國維 |
| 梁 愛                   | 不適用 | 梁 紓  |
| 冼灝英                  | 不適用 | 張達全 |
| 黃文慧                  | 不適用 | 薄 冰  |
| 林美華                  | 不適用 | CAT    |